# Нідерланди на пісенному конкурсі Євробачення
Нідерланди — одна з семи країн-учасниць першого конкурсу пісні Євробачення в 1956 році. На поточний момент країна відмовлялася від участі тільки 4 рази, з них двічі — 1985 і 1991 року — через те, що конкурс було призначено на 4 травня, який в Нідерландах є Днем поминання. Нідерландські виконавці здобували перемогу на Євробаченні 5 разів — в 1957, 1959, 1969, 1975 і 2019 роках.
Нідерланди перемагали в конкурсі п'ять разів: Коррі Броккен (1957), Тедді Схолтен (1959), Ленні Кюр (1969), Teach-In (1975) та Дункан Лоренс (2019). Іншими п'ятьма результатами країни є Сандра і Андрес четверті (1972), Mouth & MacNeal треті (1974), Меггі МакНіл п'ята (1980), Марча п'ята (1987), Едсілія Ромблі четверта (1998) і The Common Linnets другі (2014). Нідерланди фінішували останніми в 1958, 1962, 1963, 1968 і в півфіналі в 2011 році.
Країна пропустила лише чотири конкурси, двічі через те, що дати збіглися з пам'яттю мертвих (1985, 1991 рр.) і двічі через вибуття з-за поганих результатів у попередньому році (1995 та 2002). Нідерланди приймали конкурс у Гілверсумі (1958), Амстердамі (1970), двічі в Гаазі (1976 і 1980) та Роттердамі (2020, 2021).
Після введення півфіналу в 2004 році Нідерланди не змогли вийти у фінал протягом восьми років поспіль з 2005 р. до 2012 р., але з того часу досягли шести з останніх семи фіналів.

## Історія

### 1956—1959: Швидкий успіх

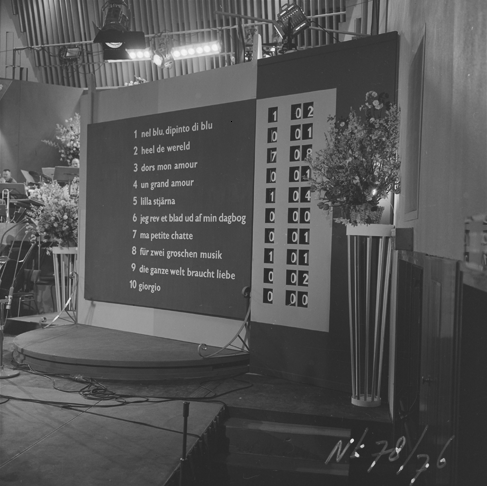
Табло 1958 року

Нідерланди були однією із семи країн, які брали участь у першому конкурсі 1956 року. NTS представив Національний пісенний фестиваль для відбору голландських робіт на конкурс. Коррі Броккен та Єтті Парл фінішували у першій двійці та пройшли кваліфікацію до Лугано. Через рік успіх прийшов швидко, коли пісня «Net als toen» від Коррі Броккен виграла конкурс 1957 року у Франкфурті. Ця пісня — це балада, яка розпитує чоловіка про перші дні існування пари. Ця пісня отримала бали від кожної окремо взятої країни. Сем Ніджвін давав соло для скрипки. НТС приймав 1958 року в Гілверсумі. «Heel de weld» Броккен отримала перше очко від першої країни, що проголосувала, Швейцарії, але це виявилося єдиним балом для неї і фінішувала дев'ятою і останньою. Приймання та фінішування останньою не повториться до проведення у Португалії у 2018 році. Австрія у 2015 році набрала нуль очок, але з тай-брейкера фінішувала другою останньою. У 1959 році в Каннах Нідерланди представляла Тедді Схолтен після того, як Броккен не пройшла кваліфікацію. «'n Beetje» має на меті зосередитись на тому, щоб бути невірними у стосунках. Велика Британія лідирувала до того, як Італія відправила голландцям сім очок, а Франція — ще чотири для нової перемоги Голландії.

### 1960—1968: Темний час
Руді Каррелл та Енні Палмен виграли національний фінал разом з «Wat een geluk» у 1960 році, перш ніж Каррелл був обраний, але пісня закінчилася 12-ю (другою останньою). Греє Кауффельд не змогла перемогти у трьох селекціях, перш ніж бути відібраною внутрішньо в 1961 році з Ват Іном Дагом, який фінішував десятим. De Spelbrekers переміг з «Katinka». Ця пісня є у визначному списку для останнього з 0 балами, але все ще залишається найбільш запам'ятовуваними записами в Нідерландах з темних часів. У 1963 році члени оркестру страйкували, що унеможливило телевізійний відбір. Палмен виконала три пісні для журі до того, як була обрана «Geen ander», згодом перейменована на «Een speeldoos». Пісня ще раз закінчилася рівною, останньою з нульовими балами. Голландсько-індонезійська співачка Аннеке Гренло з «Jij bent mijn leven» фінішувала на десятому місці в 1964 році. Національний пісенний фестиваль 1965 року мав п'ять півфіналів, щоб вибрати пісню для кожного учасника. Його проводила Тедді Схолтен. Конні Ванденбос перемогла з «'t Is genoeg». Нідерланди фінішували 11-ми. Міллі Скотт була першою чорношкірою виконавицею, яка брала участь у 1966 році, і Ірландія, і Велика Британія дали «Fernando en Filippo» 1 бал, а Нідерланди фінішували 15-ми. Гармелен приймав відбір 1967 року. Переможниця Терез Стейнметц фінішувала 14-ю із «Ring-dinge-ding». у 1968 році Нідерланди знову фінішували останніми з «Morgen» від Ронні Тобера.

### 1969—1975: від Ленні Кюр до Teach-In
1969 р. Національний пісенний фестиваль об'єднав Європу, попросивши кожну країну-учасницю в 1969 р. проголосувати разом із голландським журі. «De toeteraar» Конні Вінк був побитий «De trubadour» Ленні Кюр. Дольф ван дер Лінден відмовився їхати в Мадрид, і пісня виконана Франсом де Кока. Нідерланди, Франція, Велика Британія та Іспанія посіли перше місце з 18 очками. Оскільки на той час не існувало правила розриву зв'язку, усі 4 країни були оголошені переможцями, що призвело до відмови кількох країн у 1970 році. Нідерланди обіграли Францію в жеребкуванні для проведення Євробачення-1970 у RAI Amsterdam. «Hearts of Soul» фінішували на 7-му місці з «Waterman». Saskia & Serge фінішували на другому місці в національному фіналі 1970 року, а потім були відібрані на 1971 рік. Балада «Tijd» у ту ніч фінішувала шостою. Це була остання пісня, яку диригував Дольф ван дер Лінден після того, як він записав 13 пісень, з яких дві перемогли. Сандра та Андрес «Als het om de liefde gaat» була першим виступом, де глядачі плескали. Нідерланди фінішували четвертими, на очко відставши від Німеччини. Після того, як «De oude muzikant» від Бена Крамера зайняла 14 місце у 1973 році, країна надіслала Mouth & MacNeal з «I See a Star». 1974 рік був першим роком, який дозволяв пісні бути написаною англійською мовою, тому тексти пісень були змінені на англійську. На змаганнях перед тим, як стати третім, довелося зіткнутися з такими зірками, як ABBA, колишній переможець Джильйола Чинкветті та Олівія Ньютон-Джон. Національний пісенний фестиваль у 1975 р. виграв Teach-In з «Ding-a-dong», що вперше з 1970 року співаків не відбирали всередині. Пісня отримала шість по дванадцять балів, вигравши конкурс вчетверте, будучи першою піснею, яка виграла, виділивши перший слот.

### 1976—1985: Кілька проведень

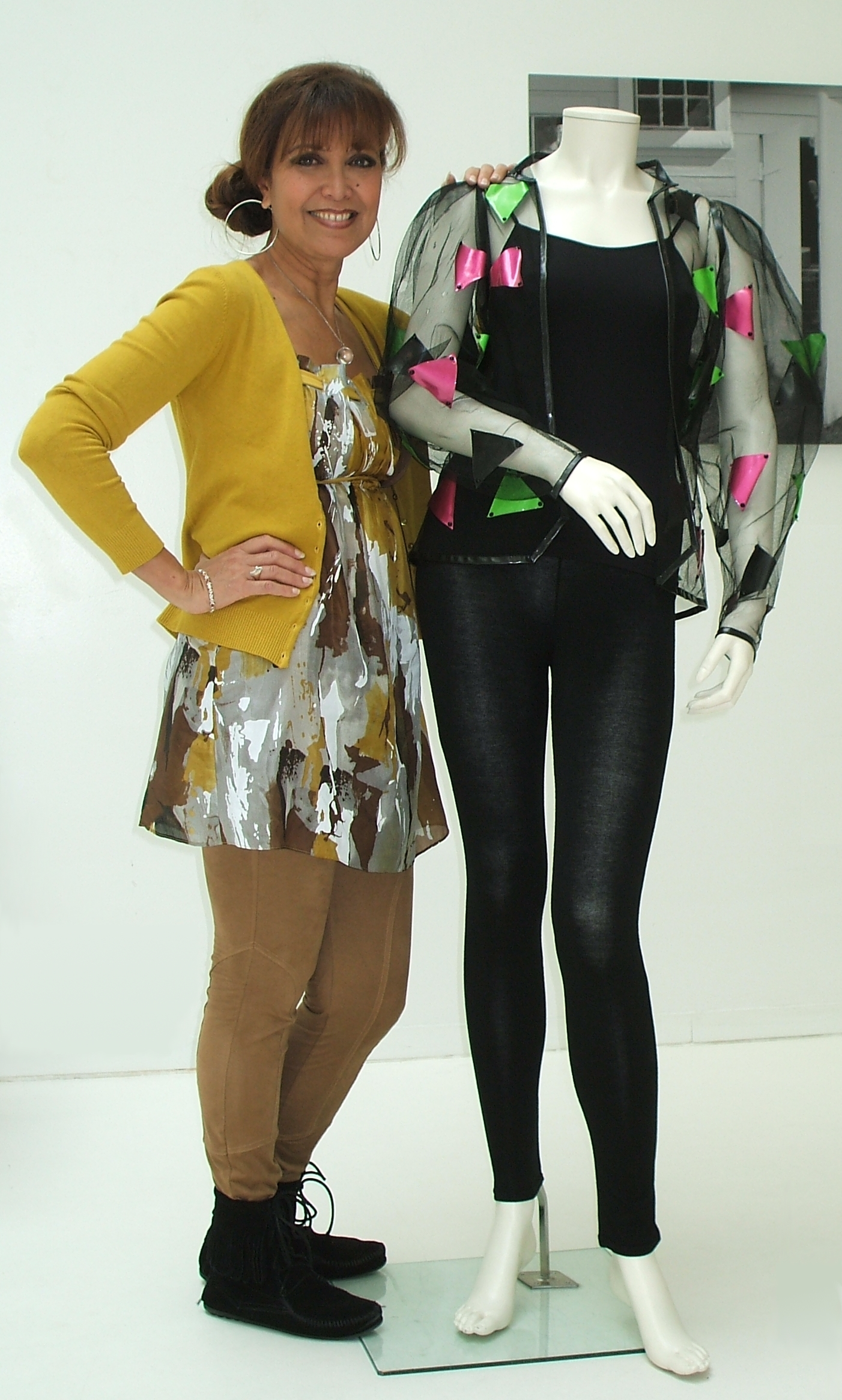
Сандра Ремер із вбранням, яке вона одягла в 1979 році на Пісенний конкурс Євробачення 1979 року

Гаага приймала Євробачення 1976 в Конгрешгебоу, а екс-переможець Коррі Броккен представляла шоу. Сандра Ремер повернулася з «The Party's Over», фінішувавши 9-ю. «De mallemolen» з Хедді Лестер зайняла 12-е місце, «'t is OK» з Harmony — 13-е, і гурт Xandra, знову з Сандрою Ремер, з «Colorado» фінішували 12-ми. Конгрешгебоу повернувся до проведення конкурсу 1980 року після того, як Ізраїль відмовився брати участь. Нідерланди не брали участь у 1985 році, оскільки дата змагання збіглася з Днем пам'яті. Рогір ван Оттерлу дебютував як диригент. Меґі МакНіл повернула «Amsterdam». Пісня стане останньою внутрішньо відібраною піснею до 2013 року. Пісня очолила голосування після перших трьох дванадцяти пунктів з чотирьох країн. Пізніше пісня скотилася на п'яте місце. Лінда Вільямс пішла на конкурс пісні Євробачення 1981 з «Het is een Wonder». Фінішувала 7-ю. Через рік сингл «The Millionaires» «Fantasie eiland» суперечливо пропустив квиток, оскільки експертні журі надіслали «Jij en ik» з Біллом ван Дейком. Англійське тріо Tight Tit висвітлювало пісню як Fantasy Island, яка стала топ-5 хітом у Великій Британії. У 1982 році «Fantasie eiland» перемогла у конкурсі OGAE Second Chance. П'ять очок Німеччини привели «Jij en ik» до останнього третього місця. Національний пісенний фестиваль 1983 року також розглядається як драматичний. Een beetje van dit Вулкано порівнявся із композицією Бернадетти «Sing Me a Song» до останнього набору голосів журі, що дало Бернадетті один бал, а Вулкано — жодного, і відправило її до Мюнхена. Нідерланди фінішували 7-ми. Майже вигравши Національний пісенний фестиваль в 1981 році, Марібель представляла країну в 1984 році з «Ik hou van jou», запис фінішував 13-м.

### 1986—1995: Змішані результати, що ведуть до вильоту
Жіноча група Frizzle Sizzle стала голландською командою в 1986 році з «Alles heeft ritme», яка знову фінішувала на 13-му місці. На національному фестивалі пісень 1987 року Марча виконала всі шість конкуруючих пісень, і було обрано «Rechtop in de wind». Марча фінішувала на п'ятому місці, першій п'ятірці результатів у Нідерландах з 1980 року. Пісня була останньою, яку диригував ван Оттерлу. У 1998 році Жерар Джолінг був внутрішньо обраний голландським представником, а «Shangri-La» пізніше обраний голландською піснею. Пісня фінішувала дев'ятою. Джастін Пелмелай, учасниця хору «Shangri-La», виграла відбір у 1989 році з піснею «Blijf zoals je bent», яка фінішувала 15-ю. У 1990 році країну представляли сестри Мейвуд з баладою «Ik wil alles met je delen», знову фінішувавши 15-ми. Оскільки конкурс проводився 4 травня 1991 р., Нідерланди вирішили відмовитись у зв'язку з пам'яттю померлих. Хамфрі Кемпбелл виграв відбір у 1992 році з «Wijs me de weg», який фінішував дев'ятим. У 1993 та 1994 рр. NOS вирішив зробити внутрішній відбір голландського виконавця та використати Національний пісенний фестиваль для відбору голландської пісні. У 1993 році Рут Якотт була обрана виконавицею, а «Vrede» була вибрана як запис, фінішуючи шостим. У 1994 році Віллеке Альберті була обрана з піснею «Waar is de zon?». Пісня посіла 23 місце з чотирма балами, а Нідерланди вилетіли з конкурсу 1995 року.

### 1996—2004: Десятиліття хороших результатів
Національний пісенний фестиваль повернувся в 1996 році з п'ятьма півфіналами, щоб вибрати пісню для кожного співака. Максин і Франклін Браун представляли країну «De eerste keer». Пісня фінішувала сьомою після помилки. Дік Беккер, співавтор Ding-a-dong, дебютував як диригент. У 1997 році місіс Ейнштейн, яку німецьке телебачення жартома оголосило голландською бабусею спецій, представляла Нідерланди «Niemand heeft nog tijd», фінішувавши 22-ю із п'ятьма очками. Нурлайла «Alsof je bij me bent» фінішувала другою у попередньому відборі, але перемогла у конкурсі OGAE Second Chance 1998 р. Найвищим рейтингом у той період була робота Едсілії Ромблі «Hemel en aarde»: вона навіть деякий час керувала голосуванням. Це був останній раз, коли Нідерланди були лідерами табло до 2014 року. Пісня фінішувала четвертою, найкращий результат Нідерландів з 1975 року. Марлейн виграла голландський фінал у 1999 році. Вона вийшла на 8-му сходинку з піснею «One Good Reason». У 2000 році пісня «No Goodbyes», яку виконанала Лінда Вагенмейкерс, посіла 13 місце. У 2001 році Мішель та її пісня «Out on My Own» фінішували 18-ми, а Нідерланди не мали права брати участь у 2002 році через погані результати. Естер Харт виграла національний фінал у 2003 році з тією ж командою, що і в 1999 році. Естер фінішувала на 13 місці. Країна відправила чоловічий дует Re-Union в 2004 році з піснею «Without You» і пройшла до фіналу. Вони посіли 20 місце з 11 очками.

### 2005—2012: Некваліфікаційна серія
У 2005 році «My Impossible Dream» Ґленніс Ґрейс не змогла дійти до великого фіналу. Treble також не пройшов кваліфікацію через рік, з їх піснею «Amambanda». У 2007 році Ромблі повернулася зі своєю піснею «On Top of the World». Вона не могла повторити свій успіх 1998 року і не змогла пройти кваліфікацію. У 2008 році Хінд взяла участь у пісні «Your Heart Belongs to Me»: їй теж не вдалося пройти кваліфікацію. У 2009 році «Shine» De Toppers не зміг пройти кваліфікацію. На наступний рік після того, як Sieneke була обрана національним фіналом із «Ik ben verliefd (Sha-la-lie)», яка лунала голландською: вона не отримала кваліфікацію. 3JS отримав найнижчий бал серед усіх учасників конкурсу 2011 року, і Джоан Франка також не змогла пройти кваліфікацію. Нідерланди пропустили останні вісім років поспіль, що зробило її країною з найдовшим періодом некваліфікації на змаганнях.

### 2013–сьогодення: Кваліфікаційні смуги та п'ята перемога
Ряд послідовних некваліфікацій більшої частини 2000-х та початку 2010-х змусив голландського мовника переглянути свою стратегію, що призвело до внутрішнього відбору рок-співачки Анук у 2013 році. Анук сама вибрала пісню та фонових співаків і пішла на розірвання тривалої серії некваліфікацій в Нідерландах. Вона дала країні перше місце у рейтингу 10 з 1999 року. Наступні роки комісія Євробачення Нідерландів продовжувала вибирати своїх виконавців всередині країни. Наступного року за Анук, The Common Linnets (у складі виконавців Ільзе ДеЛанге та Waylon) виграли свій півфінал та фінішували другими у цілому. Після некваліфікації з Трейнтьє Остергейс у 2015 році голландці записали чотири послідовних кваліфікації з Douwe Bob і O'G3NE, які посіли 11 місце у своїх відповідних виступах, а співак Waylon, який повернувся, посів 18 місце. Дункан Лоуренс приніс країні п'яту загальну перемогу (поєднавшись із Францією, Люксембургом та Великою Британією) та першу перемогу за 44 роки своєю піснею «Arcade». Як приймаючий учасник у 2021 році, Жангю Макрой з «Birth of a New Age» був попередньо відібраний до фіналу, врешті-решт фінішувавши на 23-му місці з 11 балами, отримавши нульові бали від телеголосування — відзнаку, поділену з Іспанією, Німеччиною та Об'єднаним Королівством. Макрой був обраний для представлення країни в згодом скасованому випуску 2020 року разом із піснею «Grow».

## Відмова
За свою історію Євробачення Нідерланди пропустили лише чотири конкурси. Перший був на конкурсі 1985 року, який відбувся у Гетеборзі, Швеція. Конкурс, що відбувся 4 травня, суперечив голландському Дню поминання, і тому Нідерланди відмовились.
У 1991 році конкурс був знову проведений 4 травня, і тому Нідерланди відмовились з тієї самої причини, що і шість років тому.
Голландці не брали участі у змаганнях 1995 та 2002 рр. через вибуття внаслідок поганих показів країни в попередньому році.
Нідерланди змагались у 2000 році. Але о 22:00 (UTC + 2) у суботу, 13 травня, трансляція фіналу Євробачення була зупинена, оскільки за кілька годин до цього вибух на заводі феєрверків знищив частини передмістя в Енсхеде. Набрані бали Нідерландами були взяті з резервного голосування журі, оскільки телеголосування після відключення програми не було.

## Учасники Євробачення від Нідерландів
Умовні позначення
     Переможець
     Друге місце
     Третє місце
     Четверте місце
     П'яте місце
     Останнє місце
     Автоматичний фіналіст
     Не пройшла до фіналу
     Участь скасовано
     Не брала участі
| 1956 | Коррі Броккен               | Voorgoed voorbij             | N/A                                | N/A                                | -                                  | -                                  |                 |                 |
| 1956 | Єтті Парл                   | De vogels van Holland        | N/A                                | N/A                                | -                                  | -                                  |                 |                 |
| 1957 | Коррі Броккен               | Net als toen                 | 1                                  | 31                                 | -                                  | -                                  |                 |                 |
| 1958 | Коррі Броккен               | Heel de wereld               | 9                                  | 1                                  | -                                  | -                                  |                 |                 |
| 1959 | Тедді Схолтен               | Een beetje                   | 1                                  | 21                                 | -                                  | -                                  |                 |                 |
| 1960 | Rudi Carrell                | Wat een geluk                | 12                                 | 2                                  | -                                  | -                                  |                 |                 |
| 1961 | Greetje Kauffeld            | Wat een dag                  | 10                                 | 6                                  | -                                  | -                                  |                 |                 |
| 1962 | De Spelbrekers              | Katinka                      | 13                                 | 0                                  | -                                  | -                                  |                 |                 |
| 1963 | Annie Palmen                | Een speeldoos                | 13                                 | 0                                  | -                                  | -                                  |                 |                 |
| 1964 | Anneke Grönloh              | Jij bent mijn leven          | 10                                 | 2                                  | -                                  | -                                  |                 |                 |
| 1965 | Conny van den Bos           | Het is genoeg                | 11                                 | 5                                  | -                                  | -                                  |                 |                 |
| 1966 | Milly Scott                 | Fernando en Philippo         | 15                                 | 2                                  | -                                  | -                                  |                 |                 |
| 1967 | Thérèse Steinmetz           | Ring-dinge                   | 14                                 | 2                                  | -                                  | -                                  |                 |                 |
| 1968 | Ronnie Tober                | Morgen                       | 16                                 | 1                                  | -                                  | -                                  |                 |                 |
| 1969 | Ленні Кюр                   | De troubadour                | 1                                  | 18                                 | -                                  | -                                  |                 |                 |
| 1970 | Patricia and Hearts of Soul | Waterman                     | 7                                  | 7                                  | -                                  | -                                  |                 |                 |
| 1971 | Saskia and Serge            | De tijd                      | 6                                  | 85                                 | -                                  | -                                  |                 |                 |
| 1972 | Sandra and Andres           | Als het om de liefde gaat    | 4                                  | 106                                | -                                  | -                                  |                 |                 |
| 1973 | Ben Cramer                  | De oude muzikant             | 14                                 | 69                                 | -                                  | -                                  |                 |                 |
| 1974 | Mouth and MacNeal           | I see a star                 | 3                                  | 15                                 | -                                  | -                                  |                 |                 |
| 1975 | Teach-In                    | Ding-a-dong                  | 1                                  | 152                                | -                                  | -                                  |                 |                 |
| 1976 | Sandra Reemer               | The party's over now         | 9                                  | 56                                 | -                                  | -                                  |                 |                 |
| 1977 | Heddy Lester                | De mallemolen                | 12                                 | 35                                 | -                                  | -                                  |                 |                 |
| 1978 | Harmony                     | 't Is OK                     | 13                                 | 37                                 | -                                  | -                                  |                 |                 |
| 1979 | Xandra                      | Colorado                     | 12                                 | 51                                 | -                                  | -                                  |                 |                 |
| 1980 | Меггі МакНіл                | Amsterdam                    | 5                                  | 93                                 | -                                  | -                                  |                 |                 |
| 1981 | Linda Williams              | Het is een wonder            | 9                                  | 51                                 | -                                  | -                                  |                 |                 |
| 1982 | Bill van Dijk               | Jij en ik                    | 16                                 | 8                                  | -                                  | -                                  |                 |                 |
| 1983 | Bernadette                  | Sing me a song               | 7                                  | 66                                 | -                                  | -                                  |                 |                 |
| 1984 | Maribelle                   | Ik hou van jou               | 13                                 | 34                                 | -                                  | -                                  |                 |                 |
| 1985 | Не брала участь             | Не брала участь              | Не брала участь                    | Не брала участь                    | Не брала участь                    | Не брала участь                    | Не брала участь | Не брала участь |
| 1986 | Frizzle Sizzle              | Alles heeft ritme            | 13                                 | 40                                 | -                                  | -                                  |                 |                 |
| 1987 | Marcha                      | Rechtop in de wind           | 5                                  | 83                                 | -                                  | -                                  |                 |                 |
| 1988 | Gerard Joling               | Shangri-la                   | 9                                  | 70                                 | -                                  | -                                  |                 |                 |
| 1989 | Justine Pelmelay            | Blijf zoals je bent          | 15                                 | 45                                 | -                                  | -                                  |                 |                 |
| 1990 | Maywood                     | Ik wil alles met je delen    | 15                                 | 25                                 | -                                  | -                                  |                 |                 |
| 1991 | Не брала участь             | Не брала участь              | Не брала участь                    | Не брала участь                    | Не брала участь                    | Не брала участь                    | Не брала участь | Не брала участь |
| 1992 | Humphrey Campbell           | Wijs me de weg               | 9                                  | 67                                 | -                                  | -                                  |                 |                 |
| 1993 | Ruth Jacott                 | Vrede                        | 6                                  | 92                                 | -                                  | -                                  |                 |                 |
| 1994 | Willeke Alberti             | Waar is de zon               | 23                                 | 4                                  | -                                  | -                                  |                 |                 |
| 1995 | Не брали участь             | Не брали участь              | Не брали участь                    | Не брали участь                    | Не брали участь                    | Не брали участь                    | Не брали участь | Не брали участь |
| 1996 | Maxine and Franklin Brown   | De eerste keer               | 7                                  | 78                                 | -                                  | -                                  |                 |                 |
| 1997 | Mrs. Einstein               | Niemand heeft nog tijd       | 22                                 | 5                                  | -                                  | -                                  |                 |                 |
| 1998 | Едсілія Ромблі              | Hemel en aarde               | 4                                  | 150                                | -                                  | -                                  |                 |                 |
| 1999 | Marlayne                    | One good reason              | 8                                  | 71                                 | -                                  | -                                  |                 |                 |
| 2000 | Linda Wagenmakers           | No goodbyes                  | 13                                 | 40                                 | -                                  | -                                  |                 |                 |
| 2001 | Michelle                    | Out on my own                | 18                                 | 16                                 | -                                  | -                                  |                 |                 |
| 2002 | Не брали участь             | Не брали участь              | Не брали участь                    | Не брали участь                    | Не брали участь                    | Не брали участь                    | Не брали участь | Не брали участь |
| 2003 | Esther Hart                 | One more night               | 13                                 | 45                                 | -                                  | -                                  |                 |                 |
| 2004 | Re-union                    | Without you                  | 20                                 | 11                                 | 6                                  | 146                                |                 |                 |
| 2005 | Glennis Grace               | My impossible dream          | Не вдалося кваліфікуватися         | Не вдалося кваліфікуватися         | 14                                 | 53                                 |                 |                 |
| 2006 | Treble                      | Amambanda                    | Не вдалося кваліфікуватися         | Не вдалося кваліфікуватися         | 20                                 | 22                                 |                 |                 |
| 2007 | Едсилія Ромблі              | On Top of the World          | Не вдалося кваліфікуватися         | Не вдалося кваліфікуватися         | 21                                 | 38                                 |                 |                 |
| 2008 | Хінд                        | Your Heart Belongs To Me     | Не вдалося кваліфікуватися         | Не вдалося кваліфікуватися         | 13                                 | 27                                 |                 |                 |
| 2009 | De Toppers                  | Shine                        | Не вдалося кваліфікуватися         | Не вдалося кваліфікуватися         | 17                                 | 11                                 |                 |                 |
| 2010 | Сінеке                      | Ik ben verlieft (Sha-la-lie) | Не вдалося кваліфікуватися         | Не вдалося кваліфікуватися         | 14                                 | 29                                 |                 |                 |
| 2011 | 3JS                         | Je vecht nooit alleen        | Не вдалося кваліфікуватися         | Не вдалося кваліфікуватися         | 19                                 | 13                                 |                 |                 |
| 2012 | Джоан Франка                | You and Me                   | Не вдалося кваліфікуватися         | Не вдалося кваліфікуватися         | 15                                 | 35                                 |                 |                 |
| 2013 | Анук Теуве                  | Birds                        | 9                                  | 114                                | 6                                  | 75                                 |                 |                 |
| 2014 | The Common Linnets          | Calm After the Storm         | 2                                  | 238                                | 1                                  | 150                                |                 |                 |
| 2015 | Трейнтьє Остергейс          | Walk Along                   | Не вдалося кваліфікуватися         | Не вдалося кваліфікуватися         | 14                                 | 33                                 |                 |                 |
| 2016 | Дауе Боб                    | Slow Down                    | 11                                 | 153                                | 5                                  | 197                                |                 |                 |
| 2017 | O'G3NE                      | Lights and Shadows           | 11                                 | 150                                | 4                                  | 200                                |                 |                 |
| 2018 | Waylon                      | Outlaw In 'Em                | 18                                 | 121                                | 7                                  | 174                                |                 |                 |
| 2019 | Дункан Лоренс               | Arcade                       | 1                                  | 492                                | 1                                  | 280                                |                 |                 |
| 2020 | Жангю Макрой                | Grow                         | Конкурс скасовано через COVID-19 X | Конкурс скасовано через COVID-19 X | Конкурс скасовано через COVID-19 X | Конкурс скасовано через COVID-19 X |                 |                 |
| 2021 | Жангю Макрой                | Birth of a New Age           | 23                                 | 11                                 | Приймаюча країна                   | Приймаюча країна                   |                 |                 |
| 2022 | S10                         | De Diepte                    | 11                                 | 171                                | 2                                  | 221                                |                 |                 |
| 2023 | Міа Ніколай і Діон Купер    | Burning Daylight             | Не вдалося кваліфікуватися         | Не вдалося кваліфікуватися         | 13                                 | 7                                  |                 |                 |
| 2024 | Йост Кляйн                  | Europapa                     | Дискваліфіковано                   | Дискваліфіковано                   | 2                                  | 182                                |                 |                 |
| 2025 | Клод                        | «C'est La Vie»               | 12                                 | 175                                | 3                                  | 121                                |                 |                 |
| 2026 |                             |                              |                                    |                                    |                                    |                                    |                 |                 |

## Статистика голосувань 1956—2010

### Нідерланди дали найбільше очок:
| Місце | Країна          | Очок |
| ----- | --------------- | ---- |
| 1     | Франція         | 150  |
| 2     | Велика Британія | 149  |
| 3     | Бельгія         | 135  |
| 4     | Німеччина       | 132  |
| 5     | Туреччина       | 128  |

### Нідерланди отримали найбільше очок від:
| Місце | Країна     | Очок |
| ----- | ---------- | ---- |
| 1     | Бельгія    | 130  |
| 2     | Франція    | 117  |
| 3     | Фінляндія  | 115  |
| =     | Норвегія   | 115  |
| 4     | Ізраїль    | 103  |
| =     | Португалія | 103  |
| 5     | Туреччина  | 102  |

## Проведення

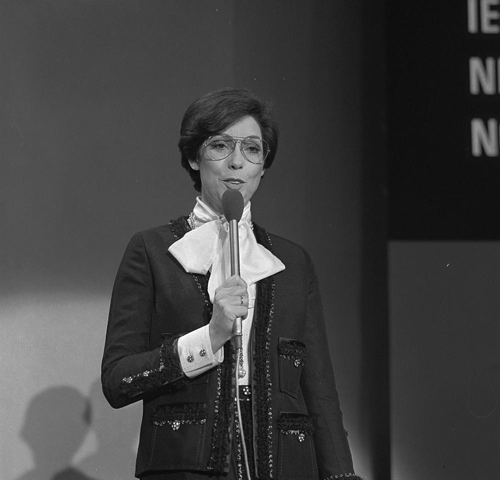
Коррі Броккен репетирує на Євробаченні 1976 року

| Рік  | Місто     | Місце розміщення | Ведучі                                                  | Нотатки                                                                                        | Ref.  |
| ---- | --------- | ---------------- | ------------------------------------------------------- | ---------------------------------------------------------------------------------------------- | ----- |
| 1958 | Гілверсум | AVRO Studio      | Hannie Lips                                             | Правило, згідно з яким країна-переможець може вперше організувати Євробачення наступного року. |       |
| 1970 | Амстердам | Congrescentrum   | Willy Dobbe                                             |                                                                                                |       |
| 1976 | Гаага     | Congresgebouw    | Коррі Броккен                                           |                                                                                                |       |
| 1980 | Гаага     | Congresgebouw    | Marlous Fluitsma                                        | Переможець 1979 року, Ізраїль, відмовився від організації.                                     |       |
| 2020 | Роттердам | Rotterdam Ahoy   | Шанталь Янцен, Едсилія Ромблі, Ян Сміт                  | Скасовано через COVID-19                                                                       |       |
| 2021 | Роттердам | Rotterdam Ahoy   | Шанталь Янцен, Едсилія Ромблі, Ян Сміт та Ніккі де Ягер |                                                                                                | [ 8 ] |

### Євробачення: Європо, запали світло
16 травня 2020 року Гільверсум провів пряме шоу «Євробачення: Європо, запали світло» як заміну скасованому Євробаченню 2020. Шоу представляли Шанталь Янцен, Едсилія Ромблі, Ян Сміт.
| Рік  | Місто      | Місце проведення | Ведучі                                  |
| ---- | ---------- | ---------------- | --------------------------------------- |
| 2020 | Гільверсум | Studio 21        | Шанталь Янцен, Едсилія Ромблі і Ян Сміт |

## Галерея

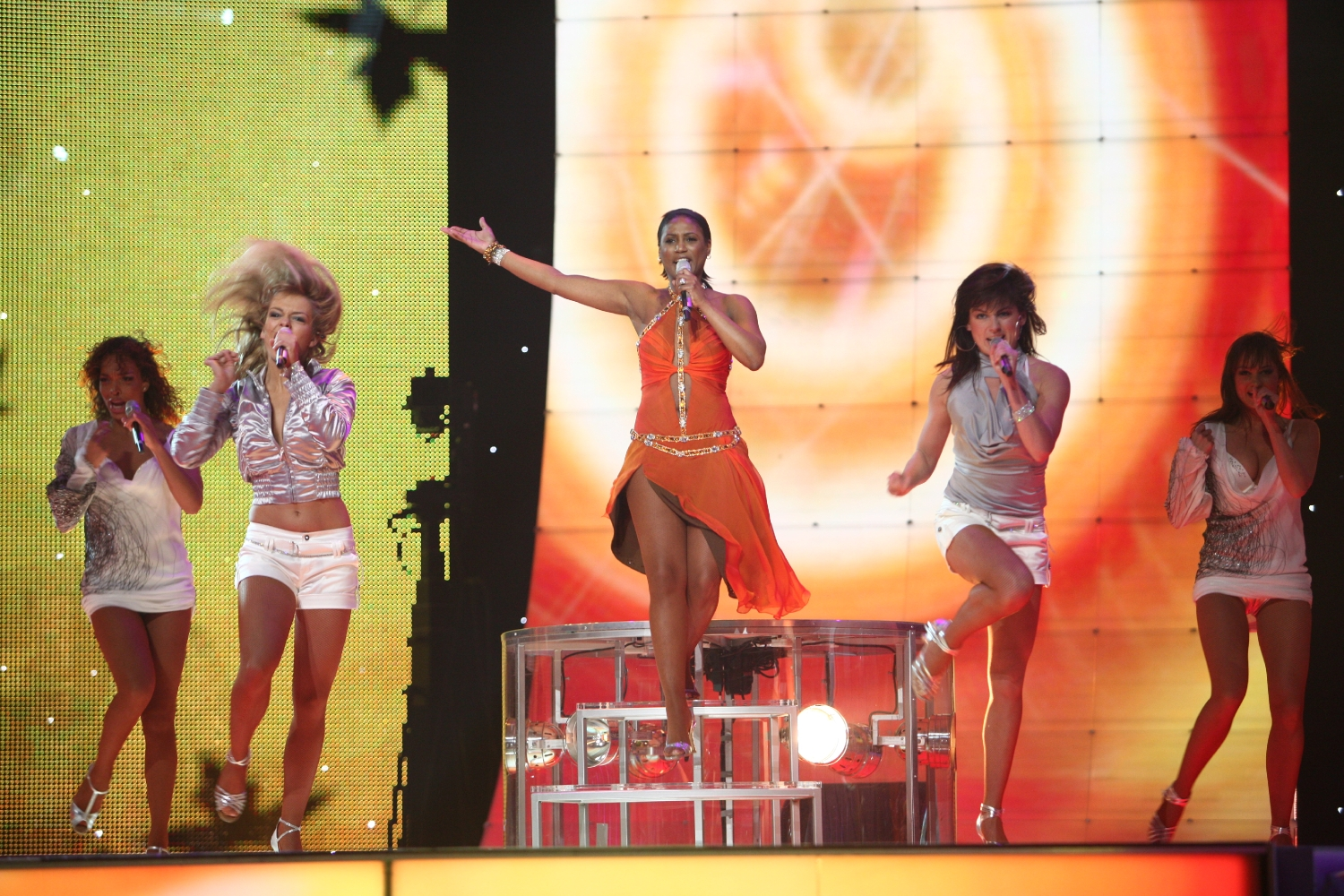
Едсилія Ромблі — «On Top of the World» — Фінляндія (Гельсінкі), 2007
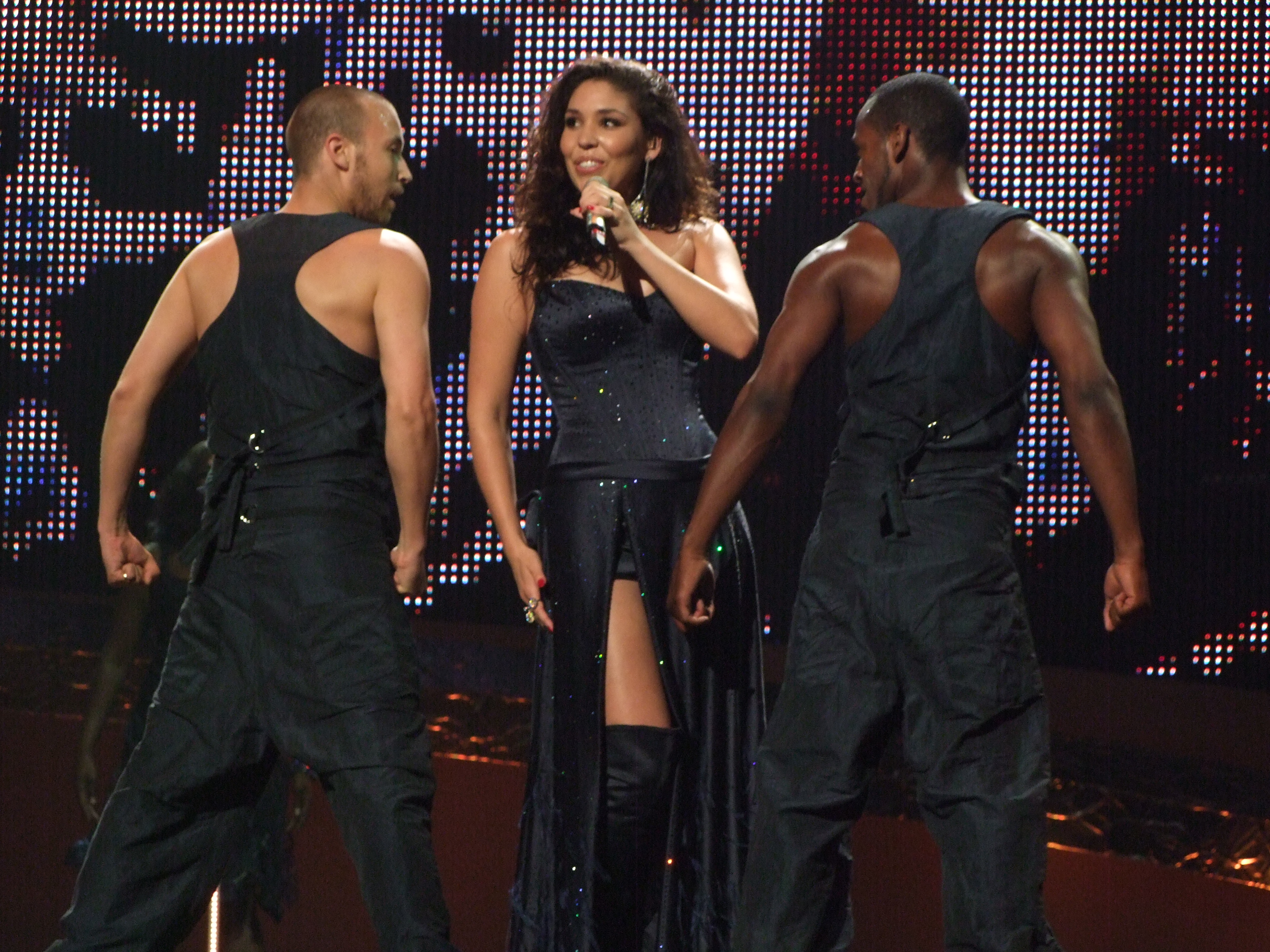
Хінд — «Your Heart Belongs to Me» — Сербія (Белград), 2008
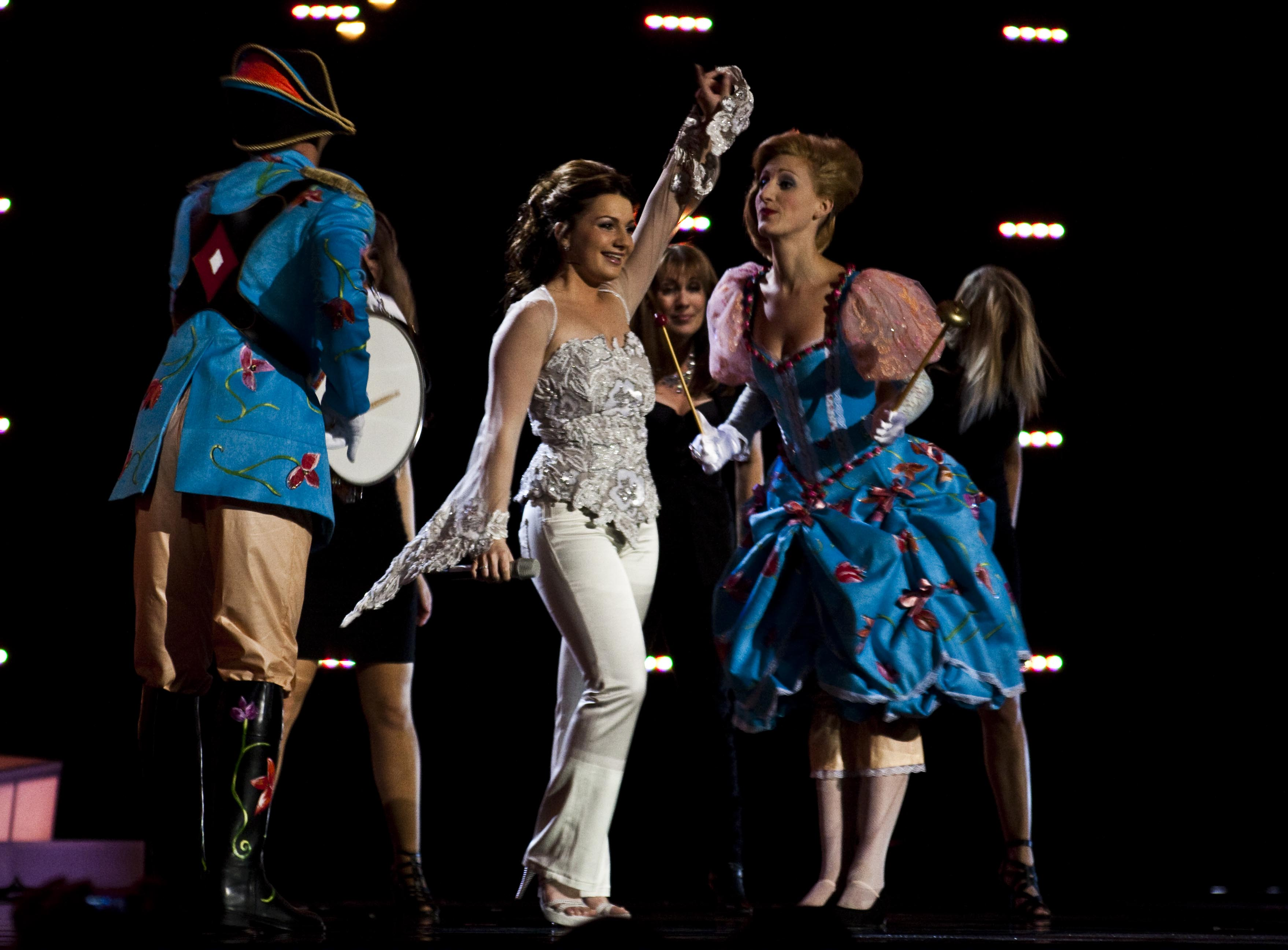
Sieneke — «Ik ben verliefd (Sha-la-lie)» — Норвегія (Осло), 2010
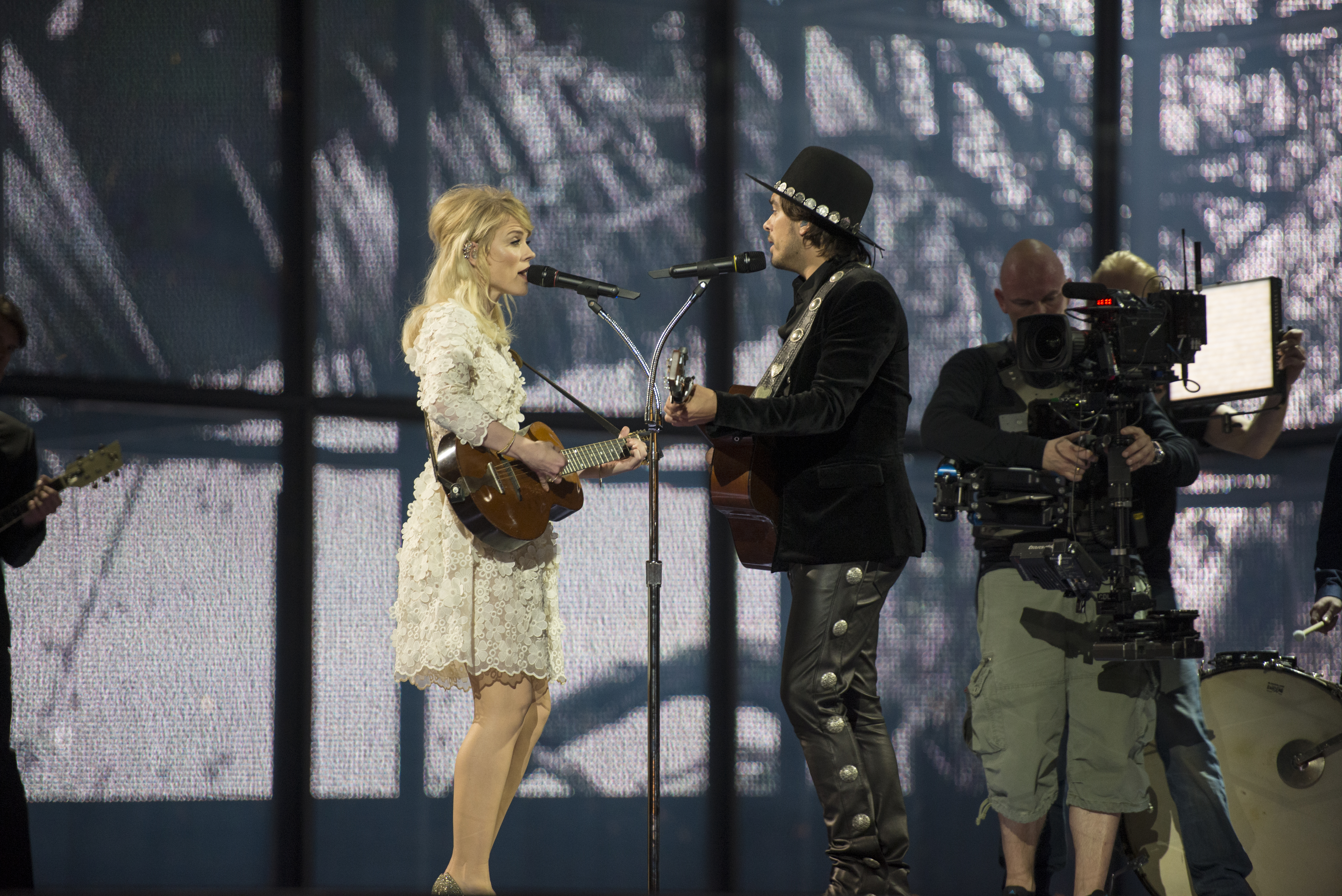
The Common Linnets — «Calm After the Storm» — Данія (Копенгаген), 2014

## Нотатки
1. ↑  Конкурс 2020 року було скасовано через пандемію COVID-19.
2. ↑  Якщо країна виграла попередній рік, наступного року їй не довелося брати участь у півфіналі.
3. ↑  10 травня 2024 одна з співробітниць ЄМС подала скаргу проти Йост Кляйна через жорстокі образи в її адресу в вечір другого півфіналу де Нідерланди виступали та змогли вийти до фіналу. Спільним рішенням ЄМС та AVROTROS з NPO (нідерландських мовників) країну було дискваліфіковано з конкурсу,[5][6][7] на той момент слідство ще тривало.